# Albert Praun
Albert Praun (11 de diciembre de 1894, Bad Staffelstein - 3 de marzo de 1975) fue un general alemán que se convirtió en Jefe Oficial de Señales de la Wehrmacht durante la II Guerra Mundial.

## Biografía
Praun sirvió durante la I Guerra Mundial. Fue retenido por el Reichswehr y después sirvió en la Wehrmacht; entre 1935 y 1940 comandó unidades de señalización. En 1940 fue nombrado Oficial Jefe de Señales del Grupo Panzer Hoth y del Grupo Panzer Guderian en Francia. Después fue enviado al frente oriental donde sirvió como Oficial Jefe de Señales del 2.º Grupo Panzer. Después fue oficial comandante de la 4.ª Brigada de Granaderos Panzer y después de la 18.ª División Panzer, y las 129.ª y 277.ª Divisiones.
Cuando el General Erich Fellgiebel y después su adjunto Fritz Thiele fueron arrestados y subsiguientemente ejecutados por sus papeles en la conspiración del 20 de julio, Praun fue nombrado su sucesor el 1 de noviembre de 1944 como Oficial Jefe de Señales en el Oberkommando der Wehrmacht y el Oberkommando des Heeres y fue promovido a General de Transmisiones (General der Nachrichtentruppe).
Al final de la guerra en mayo de 1945 Praun fue tomado en cautividad por los aliados occidentales e interrogado en Francia sobre sus actividades cuando servía aquí. A finales de agosto de 1945 fue trasladado a los campos de prisioneros en Neustadt, Hesse, y Bad Hersfeld y fue liberado de cautividad en junio de 1947. En 1950 Francia solicitó la extradición de Praun por crímenes de guerra cometidos cuando servía aquí, pero la petición fue rechazada por los americanos en base a la falta de evidencias. Vivió en Múnich hasta su muerte a la edad de 80 años.
Praun fue el autor de un largo informe sobre el SIGINT alemán en la II Guerra Mundial, preparado por EE. UU., que fue hecho público en 2014.

## Condecoraciones
- Cruz de Hierro (1914)
  - 2.ª Clase
  - 1.ª Clase
- Medalla de herido (1914)
  - en Negro
- Cruz de Honor de la Guerra Mundial 1914/1918
- Condecoración al Largo Servicio en la Wehrmacht
- Medalla del Anschluss
- Medalla de los Sudetes con la Barra del Castillo de Praga
- Medalla del Frente Oriental
- Cruz Alemana en Oro (7 de febrero de 1943)
- Cruz de Caballero de la Cruz de Hierro el 27 de octubre de 1943 como Generalleutnant y comandante de la 129.ª División de Infantería[6]